# Гутцайт, Оксана Петровна
Оксана Петровна Гутцайт (девичья фамилия — Андрусенко; 15 марта 1977, Харьков, Украинская ССР) — украинская журналистка, радио- и телеведущая. Работала ведущей на БТБ, «НТН», «Новый канал», «1+1». Ныне работает на телеканале «ICTV» ведущей «Фактов. Информационный выпуск»

## Биография
Оксана родилась 15 марта 1977 года в городе Харькове. Родители — Пётр Давидович Андрусенко и Антонина Фёдоровна Корина. В детстве, кроме общеобразовательной школы, закончила музыкальную (класс фортепиано). С 5 лет упорно занималась художественной гимнастикой в школе олимпийского резерва. В 15 лет выполнила норматив мастера спорта Украины по художественной гимнастике. Участвовала во многих всеукраинских и международных турнирах. С 1999 года работала тренером по гимнастике в Харькове. В 2001 году, в 24 года переехала в Киев. Окончила Киевский Национальный Университет им. Т. Шевченко, Институт журналистики, магистр.

## Карьера
Карьеру ведущей начинала на радио.
С 2002 года работала во Всемирном Спортивном Агентстве на радио «Проминь» ведущей спортивных новостей.
В 2004 году была спортивной журналисткой на телеканале НТН. Через 3 месяца перешла на Новый канал, где с 2004 по 2005 год вела программу «Спортрепортер».
С 2005 по 2007 год была ведущей новостей «Репортер».
С 2007 по 2008 год вела программу «ТВ-Tabloid» вместе с Михаилом Шамановым и Вадимом Ярошенко. После того, как «ТВ-Tabloid» закрыли, вернулась в любимые новости «Репортер» на Новом канале.
1 июля 2011 года перешла на телеканал «1+1», где стала ведущей развлекательного реалити-шоу «Женат по собственному желанию».
В начале 2012 года вместе с Юрием Горбуновым вела музыкальное шоу «Звезды в опере». Затем развлекательное шоу «Я люблю Украину». Во время Олимпийских игр в Лондоне была ведущей дневной студии «Олимпийских страстей» на Первом национальном телеканале.
С 1 июля 2013 года работала на телеканале «БТБ» ведущей выпуска новостей.
С марта 2015 года работает на телеканале ICTV ведущей «Фактов. Информационный выпуск».

## Личная жизнь
Замужем, супруг — Вадим Гутцайт — олимпийский чемпион 1992 года по фехтованию, главный тренер сборной Украины по фехтованию.
Дочь — Элина (2002 г.р.) и сын — Марк (2010 г.р.). Элина занимается художественной гимнастикой.